# Richard Delamain
Richard Delamain, auch Delamaine, (* um 1600 in London; † 1644/1645) war ein englischer Ingenieur, Erfinder und Autor.

## Biografie
Über Delamains Leben ist sehr wenig bekannt. Er wurde vermutlich in eine Familie niedriger Schicht geboren. Er heiratete in den 1620er Jahren Sarah, mit der er in London im oberen Teil der Chancery Lane lebte und mit der er mindestens elf Kinder hatte, von denen zehn ihren Vater überlebten, darunter der Geistliche Richard Delamaine der Jüngere (getauft 1627, gestorben 1657). Zur Unterscheidung von seinem Sohn wird der Vater auch Richard Delamain der Ältere genannt.
Delamain war von Beruf zunächst Zimmermann. Er besuchte jedoch Vorlesungen über Mathematik am Gresham College und studierte dort bei Edmund Gunter (1581–1626), dem Erfinder der sogenannten Gunterskala, einem Vorläufer des modernen Rechenschiebers.
In seiner Zeit als Student am Gresham College arbeitete er parallel als Lehrer für Mathematik sowie als Erfinder für mathematische Instrumente. Zwei dieser Instrumente sind durch Veröffentlichungen bekannt: der Grammelogia, ein kreisförmiger Rechenschieber, sowie der Quadrant.
Am 20. Mai 1633 wurde Delamain als Ingenieur zum Board of Ordnance bestellt. Dort war er für den Festungsbau zuständig sowie für den Bau von Kriegsmaschinen.
1642 wechselte er bei Ausbruch des Bürgerkriegs auf die Seite von Oliver Cromwell und diente in der Parlamentsarmee. In dieser Zeit war er für die Errichtung von Festungen in Northampton, Newport (in Wales) und Abingdon zuständig.
1645 beantragte seine Witwe Unterstützung vom House of Lords mit der Begründung, dass mehrere Kinder krank und die Mittel aufgebraucht seien. Am 23. Oktober 1645 stimmte das House of Lords einer Pension für Sarah, die Witwe Delamains, zu. Delamain ist daher wohl zwischen dem Sommer 1644 und dem Frühjahr 1645 gestorben.

## Werk
Im Januar 1631 nach moderner Zeitrechnung, zeitgenössisch im Januar 1630, veröffentlichte er sein Buch Grammelogia – or the mathematical ring sowie einen dazugehörigen kreisförmigen Rechenschieber. Dieser bestand aus einer festen Scheibe und einem dazu beweglichen Ring mit logarithmischen Skalen auf beiden und ist damit der als erstes beschriebene logarithmische Rechenschieber der Welt. Das Buch schickte er kurz vor Weihnachten 1630 an den König Karl I. mit dem Rechenschieber, worauf ihm der König ein zehnjähriges Monopol über das Instrument verlieh. Ein Buch über den sogenannten Quadranten war Delamains zweites Werk.
Für ein drittes Buch, nämlich über den Festungsbau, erhielt Delamain am 4. August 1643 die Druckerlaubnis vom House of Lords. Über dieses letzte Buch existieren keine weitere Informationen.

## Der Streit mit Oughtred
William Oughtred (1574–1660) und dessen Coauthor William Forster veröffentlichten 1632 die Circles of Proportion, in der eine kreisförmige Rechenscheibe beschrieben wird, die mit Hilfe von zwei Zeigern verwendet wird, ähnlich wie die Gunterskala mit Zirkeln. In diesem Buch und weiteren Schriften behaupteten Oughtred und Forster, dass Delamain die Erfindung des Rechenschiebers von Oughtred gestohlen hätte. Delamain stritt dies stets ab.
In diesen Schreiben hat Oughtred auch viele Details zu Delamains Leben geliefert, so dass Oughtred neben Delamains Büchern die wichtigste Primärquelle zu Delamains früher Karriere darstellt.
Florian Cajori kam nach mehreren Studien zu der Überzeugung, dass die Entwicklung von Delamains Rechenschieber mit großer Wahrscheinlichkeit unabhängig von Oughtred war und dass Delamain mindestens die Priorität der Veröffentlichung zugestanden werden muss: „We incline to the opinion that the hypothesis of independent invention is the most plausible. At any rate, Delamain figures in the history of the slide rule as the publisher of the earliest book thereon and as an enthusiastic and skillful designer of slide rules.“
Oughtreds Vorwurf, auch den Quadranten gestohlen zu haben, begegnete Delamain mit Verweis auf das Werk seines Lehrers Gunter und legte dar, wie er auf dessen Basis den Quadranten weiterentwickelt hat.
Der Streit mit Oughtred, durch den Delamains akademischer Ruf massiv beschädigt wurde, indem Oughtred ihn des Plagiats bezichtigte, dürfte ausschlaggebend dafür gewesen sein, dass Delamain ab 1633 in der Hauptsache für die Armee gearbeitet hat.